# 国际社会
國際社会一词，通常被用來指涉：
- 世界上所有的政府與政權。
- 各種國際組織、國際非政府組織、其參與國或團體等代表。
- 世界上各區域、民族、性別的所有人民。

國際社会的成員受國際法與國際習慣法的期待约束，而對和平、人權、人性尊嚴等普世價值均負有一定的道德責任。

## 参見
- 世界
- 国际贸易
- 國際公法
- 聯合國憲章
- 国际机构列表
- 世界人權宣言
- 公民權利和政治權利國際公約
- 經濟、社會及文化權利國際公約
- 防止及懲治危害種族罪公約
- 國際刑事法院羅馬規約
- 戰爭罪
- 英国学派